# Институт языкознания имени Людовита Штура при Словацкой академии наук

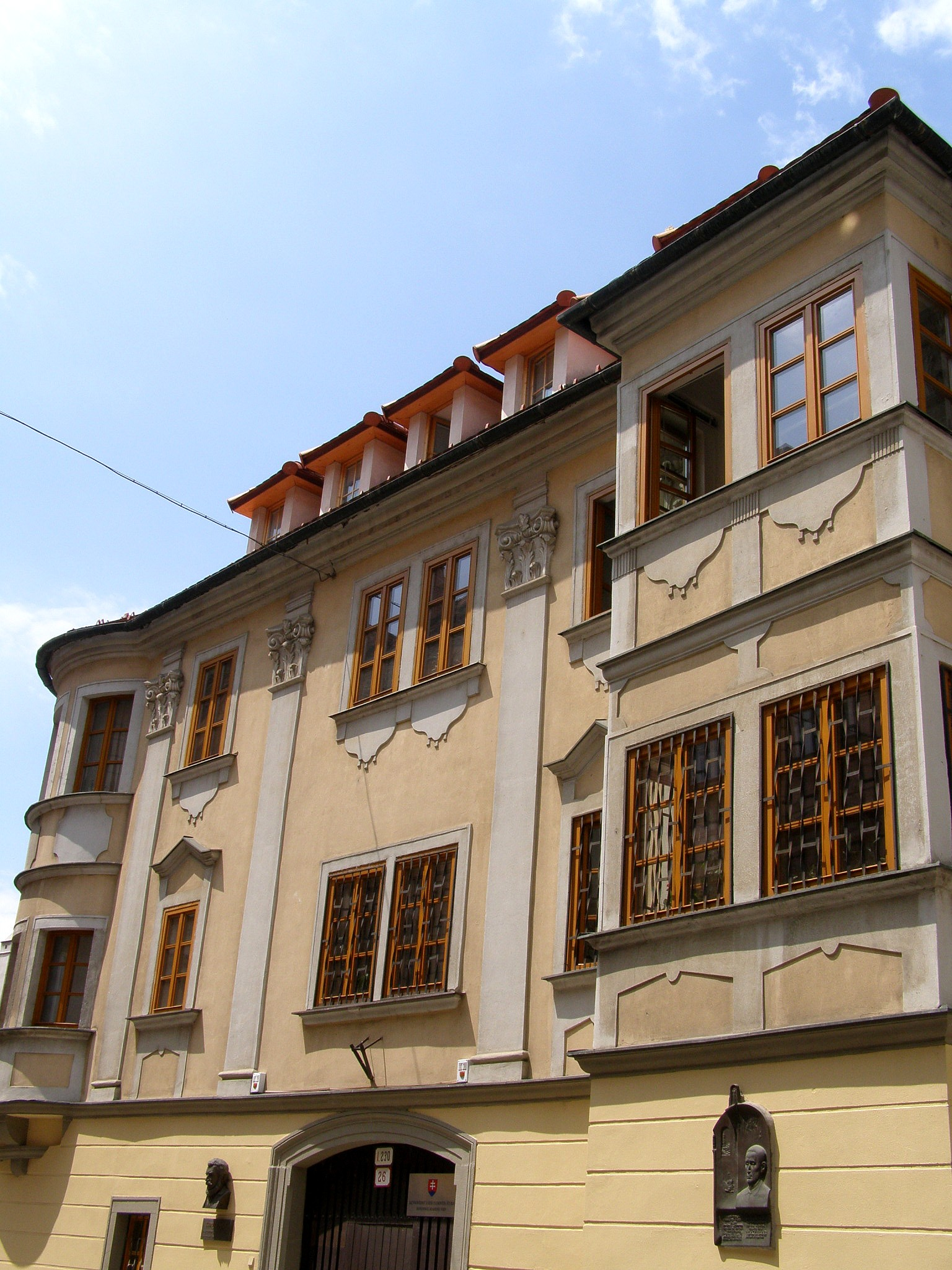
Здание Института языкознания (Братислава, Панская улица)

Институт языкознания имени Людовита Штура Словацкой академии наук (словац. Jazykovedný ústav Ľudovíta Štúra Slovenskej akadémie vied) — главный институт языкознания Словакии, созданный в 1943 году под названием Институт языкознания Словацкой академии наук и искусств (SAVU). В 1952 году был переименован в Институт словацкого языка Словацкой академии наук и искусств, с 1966 года носит нынешнее название. Институт является основной научной организацией Словацкой Республики, проводящей фундаментальные исследования словацкого национального языка, его территориальной и социальной дифференциации и его истории. В число исследовательских входят и теоретические вопросы общего языкознания, языковой культуры, профессиональной терминологии и ономастики. Результаты исследований применяются в создании основных кодификационных пособий, в создании и закреплении использования профессиональной терминологии, в стандартизации географических терминов.

## Наиболее значительные научные результаты
Грамматический строй словацкого языка:
- Морфология словацкого языка (1966)

Динамика развития словарного запаса:
- Динамика словарного состава современного словацкого языка (1989)

Лексический состав национального языка:
- Словарь словацкого языка, в 6 томах (1959 – 1968)
- Краткий словарь словацкого языка, 1987, издание 4 (2003)
- Синонимический словарь словацкого языка, 1995, издание 2 (2000)
- Исторический словарь словацкого языка, в 7 томах (1991 – 2008)
- Словарь словацких диалектов, на данный момент 2 тома (2006)
- Словарь современного словацкого языка, на данный момент 3 тома (2015)
- Краткий этимологический словарь словацкого языка (2015)

Орфографическая система литературного словацкого языка:
- Правила словацкого правописания, издание 1 (1991), издание 2 (1998), издание 3 (2000), издание 4 (2013)

Территориальная дифференциация словацких диалектов в рамках Словакии, славянских стран и карпатского ареала:
- Атлас словацкого языка, в 4 томах (1968 – 1984)
- Славянский языковой атлас (2008)
- Всекарпатский диалектологический атлас, в 8 томах, вводный (непронумерованный) том (1987), тома 1–7 (1989 – 2003)

Конфронтационные исследования лексического состава славянских языков:
- Чешско-словацкий словарь, 1979, издание 2 (1981)
- Большой русский-словацкий словарь, в 5 томах (1960 – 1970)
- Большой словацко-русский словарь, в 6 томах (1979 – 1995)

## Внешние ссылки
- juls.savba.sk — официальный сайт Институт языкознания имени Людовита Штура при Словацкой академии наук  (словац.)
- Informačná stránka organizácie SAV  (словац.)